# Channel 4
Channel 4 er en statsejet britisk public service tv-kanal, der startede med at sende 2. november 1982 som alternativ til de to eksisterende public servie-tv-kanaler BBC og ITV.  
Channel 4 var bl.a. forbillede for det danske TV 2. Den er 100% reklamefinansieret. Samtlige udsendelser produceres af eksterne producentselskaber. ITV finansierede oprindeligt driften af kanalen, men den har siden 1993 været økonomisk uafhængig af ITV. Fra starten har Channel 4 været underlagt en public service-forpligtelse, der bl.a. indebærer at kanalen skal sende nyheder, information og undervisning.
Fra 1982 til 1990 blev kanalen styret af Independent Broadcasting Authority, der også forestod reklamesalg til kanalen. Siden 1990 har kanalen været ledet af en bestyrelse delvist udpeget af Independent Television Commission, ligesom reklamesalget har været i stationens egne hænder siden da. Omorganiseringen betød samtidig, at kanalens publikum voksede kraftigt. På indholdssiden blev amerikansk fiktion og originale britiske programmer, særligt underholdning, de dominerende elementer. Ofte har kanalen sendt programmer, der var kontroversielle og på kanten af hvad der blev regnet for anstændigt, og har medvirket til at flytte grænserne for hvad man kan vise på tv. Et eksempel herpå er reality-serier som Big Brother. De nye tiltag betød stærkt stigende seertal. Channel 4 har desuden deltaget i co-produktion af film, der både har været vist i biografen og på Channel 4, eks. Fire bryllupper og en begravelse. 
Kanalen bliver distribueret i England, Skotland og Nordirland. En særlig variant, S4C, sendes i Wales. S4C sender både Channel 4-programmer og wailisik egenproduktion. I resten af verden kan kanalen ikke modtages.
Channel 4 driver desuden kanalerne E4, More4 (for det voksne publikum), Film4, 4seve og 4music og radiostatioerne 4radio og Oneword samt internettjenesten 4onD. Koncernen omsætter for 894,3 mio. £ (2005).